# Sonic the Hedgehog 2 (8-bit)
Sonic the Hedgehog 2 (ソニック・ザ・ヘッジホッグ2, Sonikku za Hejjihoggu Tsū) é um videojogo de plataforma lançado pela Sega para a Master System e a Game Gear. A versão Master System foi lançada no Brasil a 25 de Outubro de 1992, e na Europa por volta da mesma altura. A versão Game Gear foi lançada na Europa a 29 de Outubro de 1992, na América do Norte a 17 de Novembro de 1992 e no Japão a 21 de Novembro de 1992. Por ter sido lançado antes da versão 16-bit da Mega Drive, as edições 8-bit de Sonic the Hedgehog 2 representam a estreia do personagem Tails, raposa de cauda dupla e melhor amigo de longa data de Sonic que se tornou uma presença habitual na série e um dos personagens mais amados pelos fãs, além de ser um dos personagens mais importantes da história dos videogames.

## Jogabilidade
O jogo difere-se do antecessor em relação a chefes (apenas na última fase é o próprio Robotnik), algumas habilidades(se pode pegar os anéis perdidos ao se machucar e atropelar certas paredes) e em um gráfico (a cápsula cheia de animais no fim da fase).
Em certas fases há de se pilotar carrinhos de mina e asa delta (esta com fiéis leis da física).
Cada fase tem 3 atos, porém o último ato só possui o chefe (e não há anéis para ajudar). As Esmeraldas, assim como no primeiro, estão espalhadas pelo segundo ato de cada fase. Se todas as 5 são conseguidas ao se enfrentar Silver Sonic em Scrambled Egg Zone, ao derrotá-lo ganha-se a sexta e entra-se na última fase para enfrentar Robotnik. Se não, após derrotar Silver Sonic, o jogo acaba com o "final ruim", que presume a morte de Tails pelo Dr. Robotnik.

## História
Sonic decide viajar em busca de aventuras. Quando volta para casa, descobre o lugar quase deserto, e apenas uma pista sobre o desaparecimento: uma nota escrita pelo seu amigo raposa, Miles "Tails" Prower, em que este dizia ter sido sequestrado pelo Dr. Robotnik. O resgate de Tails eram as 6 Esmeraldas do Caos, a serem entregues a 6 chefes-robôs.
Essa é a história no manual. A abertura do jogo contradiz, por mostrar Sonic perseguindo Robotnik, carregando Tails em sua nave.
Com as esmeraldas, ocorrerá o final bom, onde Sonic libertará Tails! Depois mostrará Tails correndo muito contente e feliz junto com Sonic. Já no final ruim, Tails morre. Depois de aparecer Sonic correndo solitário, aparecerá estrelas no céu formando a figura de Tails triste.